# The Audacity of Hope
The Audacity of Hope: Thoughts on Reclaiming the American Dream (A Audácia da Esperança: Reflexões sobre a Reconquista do Sonho Americano no Brasil) é o segundo livro escrito pelo então senador norte-americano Barack Obama, ex-presidente dos Estados Unidos da América. O livro foi lançado em 2006 nos Estados Unidos. Uma versão em português foi lançada no Brasil em 2007 pela editora Larousse do Brasil.
No segundo semestre de 2006 o livro alcançou a primeira posição na lista de mais-vendidos do New York Times e da Amazon, após Oprah Winfrey apresentá-lo em seu programa de televisão.
Neste livro Barack Obama discute vários assuntos que depois viriam a se tornar parte da sua campanha para presidente dos Estados Unidos da América 2008. Obama anunciou sua candidatura em 10 de fevereiro de 2007, menos de três meses após o lançamento inicial do livro.